# Ghiacciaio Condit
Il ghiacciaio Condit è un ghiacciaio lungo circa 12 km situato nella regione centro occidentale della Dipendenza di Ross, nell'Antartide orientale. Il ghiacciaio, il cui punto più alto si trova a circa 1600 m s.l.m., si trova in particolare nella regione settentrionale della dorsale Royal Society, sulla costa di Scott, dove fluisce verso nord scorrendo tra il ghiacciaio Descent, a est, e la cresta Summit, all'estremità orientale dei promontori Cathedral, a ovest, fino a unire il proprio flusso a quello del ghiacciaio Ferrar.

## Storia
Il ghiacciaio Condit è stato scoperto e mappato durante la Spedizione Discovery, condotta da 1901 al 1904 e comandata da Robert Falcon Scott, e così battezzato nel 1964 dal Comitato consultivo dei nomi antartici in onore del tenente John C. Condit, un cappellano della marina militare statunitense che passò l'inverno del 1956 presso la base aeronavale statunitense nei pressi del canale McMurdo.